# Casey Krueger
Casey Short (født 23. august 1990) er en kvindelig amerikansk fodboldspiller, der spiller som forsvar for Chicago Red Stars i National Women's Soccer League og USA's kvindefodboldlandshold, siden 2016.
Hun fik landsholdsdebut den 6. oktober 2016, i en venskabskamp mod Schweiz.
Hun har tidligere spillet for Boston Breakers, selvsamme Chicago Red Stars og norske Avaldsnes IL.

## Meritter
Internationalt
- SheBelieves Cup: 2018,
- CONCACAF Women's Championship: 2018

Klub
- NWSL Best XI: 2017
- NWSL Second XI: 2016